# Oumar Ballo
Oumar Ballo (Koulikoro, 13 luglio 2002) è un cestista maliano.

## Biografia
È il fratello minore di Drissa Ballo, anch'egli cestista.

## Carriera

### Nazionale
Con la nazionale Under-18 maliana ha vinto i Campionati africani del 2018; nel 2019 ha partecipato al Mondiale Under-19, concluso al secondo posto finale, venendo anche incluso nel miglior quintetto della manifestazione.